# Reocín
Reocín tỉnh và cộng đồng tự trị Cantabria, phía bắc Tây Ban Nha. Đô thị Reocín có diện tích là 32,09 ki-lô-mét vuông, dân số năm 2009 là 8196 người với mật độ 0,26 người/km². Đô thị này có cự ly km so với Santander.